# Bogdan Kondracki
Bogdan Kondracki (ur. 23 czerwca 1968) – polski muzyk, kompozytor, wokalista, multiinstrumentalista i producent muzyczny. Dwukrotny laureat nagrody polskiego przemysłu fonograficznego Fryderyka. Członek Rady Akademii Fonograficznej ZPAV[1]sekcja muzyki rozrywkowe w edycjach 2024-2027.

## Życiorys
Karierę muzyczną zaczynał w zespołach Labirynt, Roslau oraz Szerszenie. W 1993 roku wraz z Wojtkiem Szymańskim, Robertem Sadowskim i Maćkiem Miechowiczem założył formację Kobong, z którą wydał dwie płyty Kobong (1995) i Chmury nie było (1997). Później współtworzył także zespoły Neuma i Nyia
Producent muzyczny blisko pięćdziesięciu płyt czołowych polskich artystów, w ich gronie są m.in. Dawid Podsiadło, BOKKA, Ania Dąbrowska, Edyta Górniak, Monika Brodka, Kortez, Justyna Steczkowska, Sanah, Grzegorz Hyży, Daria Zawiałow, LemON, Maryla Rodowicz i wielu innych.
Wraz z Pawłem Jóźwickim i Biljaną Bakić założył firmę Jazzboy Records, z którą był związany do 2011 roku. W latach 2016–2023 uruchomił i prowadził portal 2track.pro – platformę zrzeszającą w swoim szczytowym momencie ponad 15 000 muzyków i producentów muzycznych, dając im możliwość remiksowania utworów najpopularniejszych polskich artystów, takich jak The Dumplings, Krzysztofa Zalewskiego, Sistars, Kayah i Bregović, Igora Herbuta, BOKKI, Darii Zawiałow.
W 2017 roku wraz ze Sławomirem Mroczkiem powołał do życia wytwórnię 2trackrecords.
W 2021 roku wraz z synem Kacprem Kondrackim, jako duet Kondraccy opublikował płytę „Życie Roju”, zawierającą wyłącznie dźwięki zwierząt i ludzi.
Jest multiinstrumentalistą i kompozytorem (lub współkompozytorem) kilkuset utworów zarejestrowanych w ZAiKS, wśród nich takie jak: „Nieznajomy” i „W Dobrą Stronę” Dawida Podsiadło, „Hej Hej” Darii Zawiałow, „To nie tak jak myślisz” Edyty Górniak, „Melodia”, Sanah, „Czarny Świt” Ani Karwan, „Tu i tu” Justyny Steczkowskiej, „Tego Chciałam” Ani Dąbrowskiej.
Obecnie pracuje nad swoim solowym albumem, którego premiera już 20 listopada 2024 r.

## Dyskografia
| Album                                              | Rok  | Uwagi | Źródło |
| -------------------------------------------------- | ---- | --- | ------ |
| Kobong – Kobong                                    | 1995 | członek zespołu, gitara basowa, śpiew                                                                                          | [ 3 ]  |
| Kobong – Chmury nie było                           | 1997 | członek zespołu, gitara basowa, śpiew                                                                                          | [ 4 ]  |
| Futro – Futro                                      | 2002 | miksowanie, produkcja muzyczna, śpiew                                                                                          | [ 5 ]  |
| Antigama – Intellect Made Us Blind                 | 2002 | gościnnie śpiew | [ 6 ]  |
| Neuma – Neuma                                      | 2003 | członek zespołu, gitara basowa, śpiew, słowa                                                                                   | [ 7 ]  |
| Andrzej Smolik – Smolik 2                          | 2003 | gościnnie śpiew | [ 8 ]  |
| dr.no – Almost done                                | 2004 | instrumenty klawiszowe, realizacja nagrań, miksowanie, produkcja muzyczna                                                      | [ 9 ]  |
| Monika Brodka – Album                              | 2004 | gitara basowa, instrumenty klawiszowe, produkcja muzyczna, muzyka                                                              | [ 10 ] |
| Ania Dąbrowska – Samotność po zmierzchu            | 2004 | gitara basowa, realizacja nagrań, miksowanie, produkcja muzyczna                                                               | [ 11 ] |
| Nyia – Head Held High                              | 2004 | członek zespołu, śpiew | [ 12 ] |
| In – Inside                                        | 2005 | śpiew, instrumenty klawiszowe, produkcja muzyczna, aranżacje                                                                   | [ 13 ] |
| Makowiecki Band – Piosenki na NIE                  | 2005 | producent albumu, muzyk | [ 14 ] |
| Maryla Rodowicz – Kochać                           | 2005 | producent albumu, muzyk, autor muzyki (3)                                                                                      | [ 15 ] |
| Cveta Majtanović – Pogledaj u Sutra                | 2005 | producent albumu, muzyk | [ 16 ] |
| Ania Dąbrowska – Kilka historii na ten sam temat   | 2006 | gitara basowa, instrumenty klawiszowe, śpiew, programowanie, muzyka, realizacja nagrań                                         | [ 17 ] |
| Monika Brodka – Moje piosenki                      | 2006 | perkusja, instrumenty klawiszowe, miksowanie, produkcja muzyczna, współautor muzyki                                            | [ 18 ] |
| Neuma – Weather                                    | 2006 | gościnnie | [ 19 ] |
| Karolina Kozak – Tak zwyczajny dzień               | 2007 | instrumenty perkusyjne, instrumenty klawiszowe, produkcja muzyczna, programowanie, aranżacje, gitara basowa, współautor muzyki | [ 20 ] |
| Justyna Steczkowska – Daj mi chwilę                | 2007 | producent albumu, muzyk, autor muzyki (2, 10, 11)                                                                              | [ 21 ] |
| Sokół ft. Pono i Franek Kimono – W aucie           | 2008 | remiks utworu tytułowego | [ 22 ] |
| Ania Dąbrowska – Ania Movie                        | 2010 | gitara basowa, miksowanie, realizacja nagrań, produkcja muzyczna                                                               | [ 23 ] |
| Novika – Lovefinder                                | 2010 | miksowanie, produkcja muzyczna                                                                                                 | [ 24 ] |
| Edyta Górniak – My                                 | 2012 | gitara basowa, instrumenty klawiszowe, programowanie, miksowanie, muzyka, produkcja muzyczna                                   | [ 25 ] |
| Anna Wyszkoni – Życie jest w porządku              | 2012 | realizacja nagrań, gitara basowa, instrumenty klawiszowe, programowanie, muzyka, produkcja muzyczna                            | [ 26 ] |
| Łukasz Zagrobelny – Ja tu zostaję                  | 2012 | aranżacje, produkcja muzyczna                                                                                                  |        |
| Dorota Miśkiewicz – ALE                            | 2012 | aranżacje, produkcja muzyczna                                                                                                  |        |
| Novika – Heart Times                               |      | aranżacje, produkcja muzyczna                                                                                                  |        |
| Krzysztof Kiljański – Powrót                       | 2013 | aranżacje, produkcja muzyczna                                                                                                  | [ 27 ] |
| Dawid Podsiadło – Comfort and Happiness            | 2013 | aranażacje i produkcjamuzyczna                                                                                                 |        |
| Michał Sobierajski – Przed Snem                    | 2015 | aranżacje, produkcja muzyczna                                                                                                  |        |
| Lilly Hates Roses – Mokotów                        | 2015 | aranżacje, produkcja muzyczna                                                                                                  |        |
| Dawid Podsiadło – Annoyance and Disappointment     | 2015 | aranżacje i produkcja muzyczna                                                                                                 |        |
| BeMy – Grizzlin'                                   | 2016 | aranżacje i produkcja muzyczna                                                                                                 |        |
| Dawid Podsiadło – Annoyance and Disappointment 2.0 | 2016 | aranżacje i produkcja muzyczna                                                                                                 |        |
| Grzegorz Hyży – Momenty                            | 2017 | aranżacje i produkcja muzyczna                                                                                                 |        |
| Kortez – Mini Dom (utwóry 1 i 5)                   | 2018 | aranżacje i produkcja muzyczna                                                                                                 |        |
| Marcin Spenner – Na czas                           | 2019 | współkompozytor (utwory 1-10) aranżacje i produkcja muzyczna                                                                   |        |
| Ana Karwan – Ania Karwan                           | 2019 | współkompozytor, aranżacje i produkcja muzyczna                                                                                |        |
| happysad – Rekordowo letnie lato                   | 2019 | realizacja i produkcja muzyczna                                                                                                | [ 28 ] |
| Bokka – Roll Down The Hill                         | 2020 | realizacja i produkcja muzyczna                                                                                                |        |
| Neuma – Szkice                                     | 2020 | muzyk |        |
| Kondraccy – Życie Roju                             | 2021 | współkompozytor, współproducent, muzyk                                                                                         |        |
|                                                    |      | |        |

## Nagrody i wyróżnienia
| Rok  | Kategoria                      | Tytułem | Nagroda        | Uwagi     | Źródło |
| ---- | ------------------------------ | --- | -------------- | --------- | ------ |
| 1995 | Album roku                     | Kobong - Kobong (Bogdan Kondracki, Wojciech Szymański, Robert Sadowski, Maciej Miechowicz)                                                        | Fryderyki 1995 | Nominacja |        |
| 1995 | Fonograficzny debiut roku      | Kobong - Kobong (Bogdan Kondracki, Wojciech Szymański, Robert Sadowski, Maciej Miechowicz)                                                        | Fryderyki 1995 | Nominacja |        |
| 2004 | Produkcja muzyczna roku        | Krzysztof Krawczyk – To, co w życiu ważne (produkcja muzyczna, realizacja: Edyta Bartosiewicz, Tomasz Bonarowski, Bogdan Kondracki)               | Fryderyki 2004 | Nominacja | [ 29 ] |
| 2006 | Produkcja muzyczna roku        | Anna Dąbrowska – Kilka historii na ten sam temat (produkcja muzyczna, realizacja: Anna Dąbrowska, Bogdan Kondracki)                               | Fryderyki 2006 | Nominacja | [ 30 ] |
| 2006 | Produkcja muzyczna roku        | Anna Dąbrowska – „Trudno mi się przyznać” (produkcja muzyczna, realizacja: Anna Dąbrowska, Bogdan Kondracki)                                      | Fryderyki 2006 | Nominacja | [ 30 ] |
| 2009 | Produkcja muzyczna roku        | Anna Dąbrowska – W spodniach czy w sukience (produkcja muzyczna, realizacja: Anna Dąbrowska, Bogdan Kondracki, Kuba Galiński, Jazzboy Production) | Fryderyki 2009 | Nominacja | [ 31 ] |
| 2010 | Produkcja muzyczna roku        | Konrad Kucz, Gaba Kulka – Sleepwalk (produkcja muzyczna, realizacja: Bogdan Kondracki)                                                            | Fryderyki 2010 | Nominacja | [ 32 ] |
| 2011 | Produkcja muzyczna roku        | Anna Dąbrowska – Ania Movie (produkcja muzyczna, realizacja: Ania Dąbrowska, Kuba Galiński, Bogdan Kondracki)                                     | Fryderyki 2011 | Nominacja | [ 33 ] |
| 2014 | Utwór roku                     | Dawid Podsiadło – „Trójkąty i kwadraty” (muzyka: Bogdan Kondracki, Dawid Podsiadło; słowa: Karolina Kozak)                                        | Fryderyki 2014 | Laur      | [ 34 ] |
| 2014 | Album roku                     | Dawid Podsiadło – Comfort and Happiness (producenci: Bogdan Kondracki, Dawid Podsiadło)                                                           | Fryderyki 2014 | Laur      | [ 34 ] |
| 2021 | Album roku metal               | Neuma - Szkice (Ewa Jabłońska, Bogdan Kondracki, Maciej Miechowicz, Wojciech Szymański)                                                           | Fryderyki 2021 | Nominacja |        |
| 2025 | Album roku muzyka alternatywna | Bogdan Kondracki - Cudze rady psują mi życie | Fryderyki 2025 | Nominacja |        |